# Lambis
Lambis là một chi ốc biển trong họ Strombidae, họ ốc nhảy.

## Các loài
Các loài trong chi Lambis gồm có:
- Lambis adamii (Bozzetti & Cossignani, 2003)
- Lambis arachnoides Shikama, 1971
- Lambis chiragra (Linnaeus, 1758)
- Lambis cristinae Bozzetti, 1999
- Lambis crocata (Link, 1807)
- Lambis digitata (Perry, G., 1811)
- Lambis lambis (Linnaeus, 1758)
- Lambis millepeda (Linnaeus, 1758)
- Lambis robusta (Swainson, 1821)
- Lambis scorpius (Linnaeus, 1758)
- Lambis truncata (Humphrey, 1786)
- Lambis violacea (Swainson, 1821)

## Hình ảnh

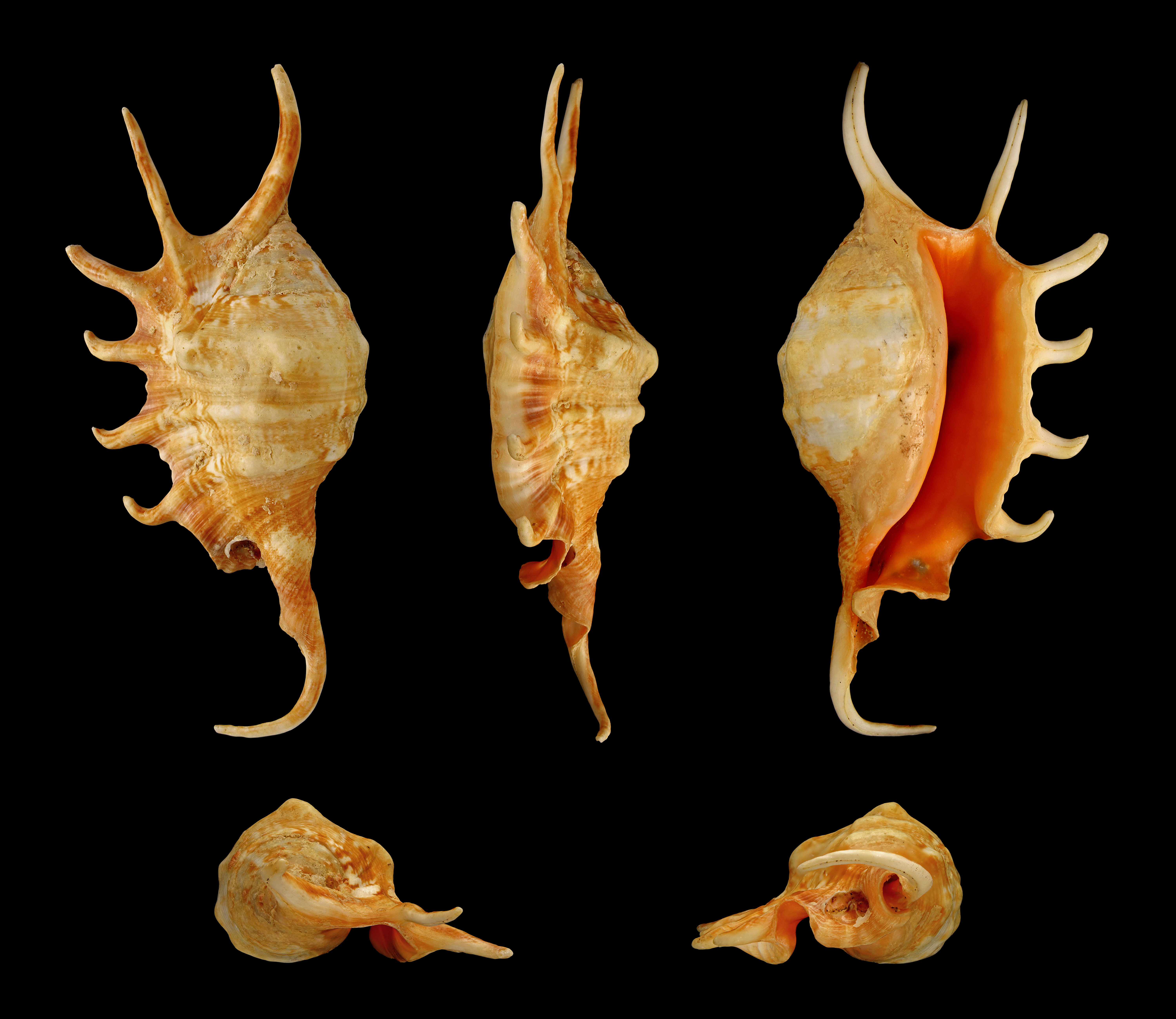
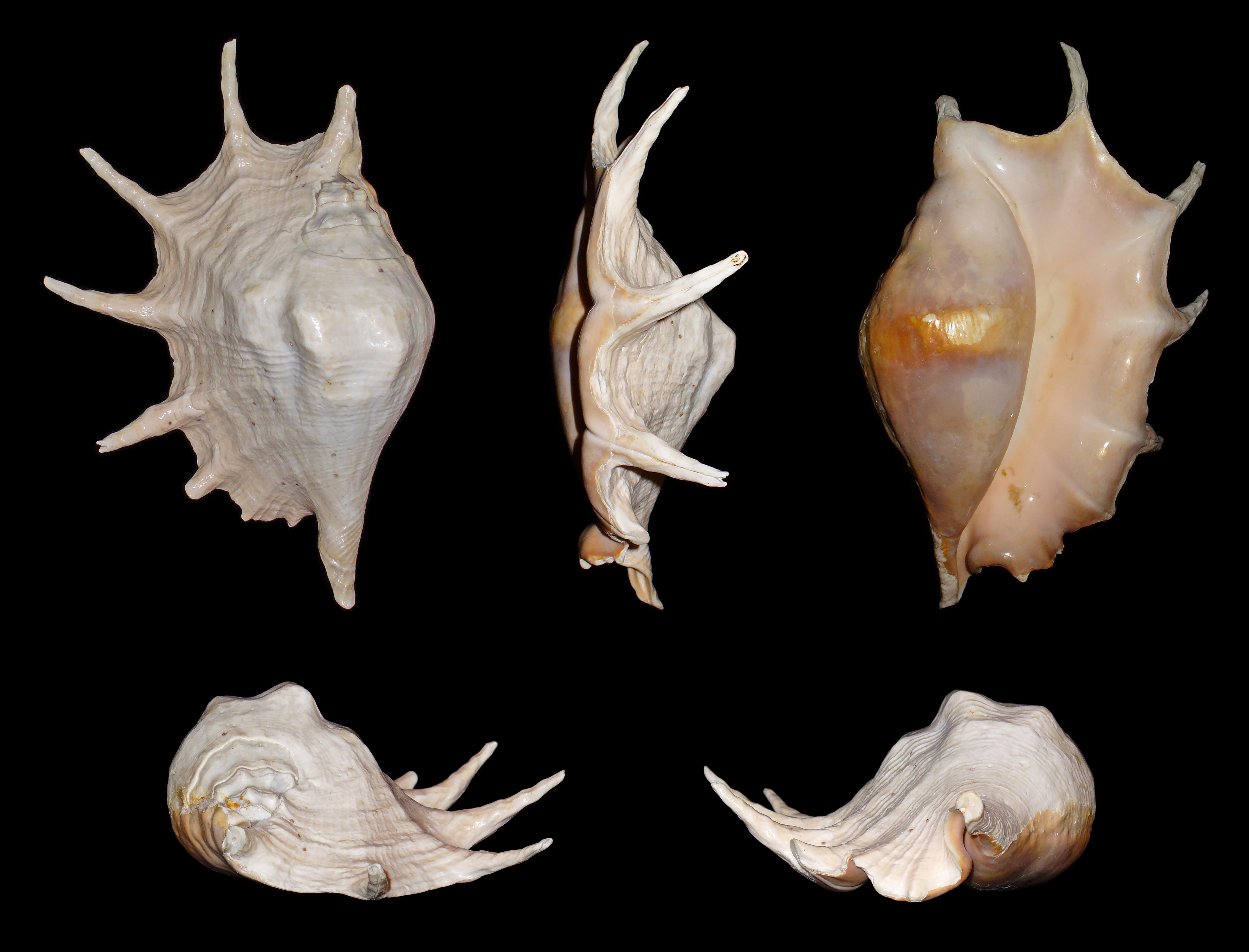
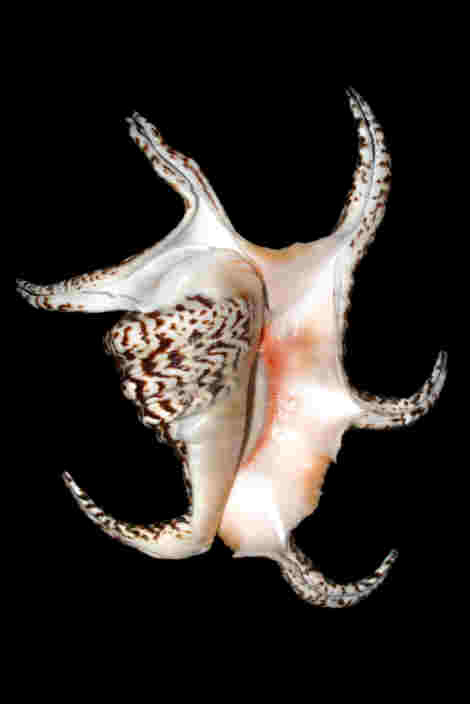
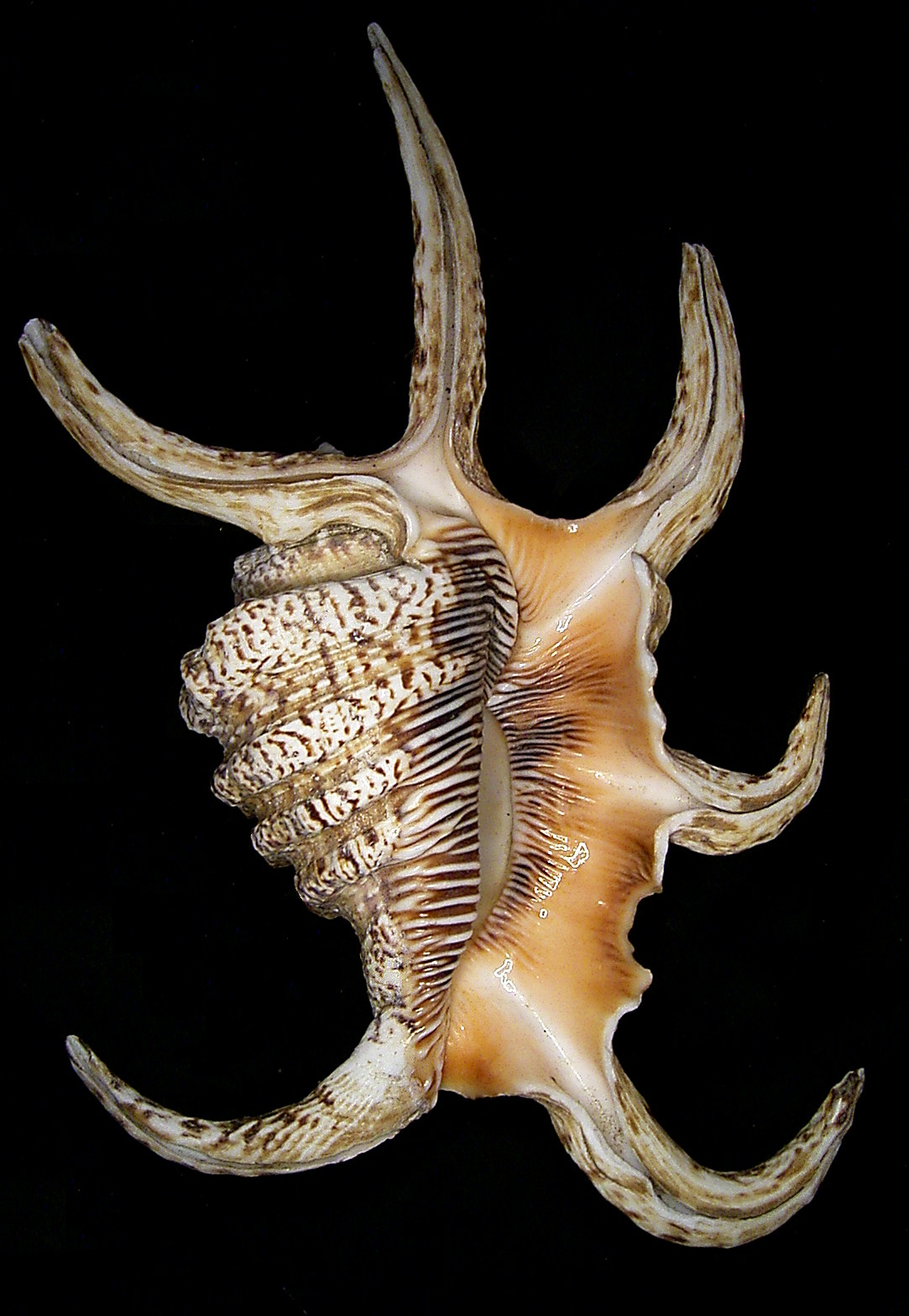